# Patterson (Iowa)
Pour les articles homonymes, voir Patterson.
Patterson est une ville du  comté de Madison, en Iowa, aux États-Unis. Elle est fondée en 1872 et incorporée le 7 décembre 1877.

## Source de la traduction
- (en) Cet article est partiellement ou en totalité issu de l’article de Wikipédia en anglais intitulé « Patterson, Iowa » (voir la liste des auteurs).